# 28345 Akivabarnun
28345 Akivabarnun è un asteroide della fascia principale. Scoperto nel 1999, presenta un'orbita caratterizzata da un semiasse maggiore pari a 3,0643193 au e da un'eccentricità di 0,1353190, inclinata di 3,13166° rispetto all'eclittica.
L'asteroide è dedicato all'astrofisico israeliano Akiva Bar-Nun.